# Uhlenbachtal (Kreis Herford)
Das Uhlenbachtal ist ein Naturschutzgebiet mit einer Größe von etwa 44,5 ha im Herforder Stadtteil Schwarzenmoor. Namensgebend für das mit der Nummer HF-017 geführte Gebiet ist der im Tal fließende Uhlenbach. 

## Flora und Fauna
Das Gebiet liegt inmitten des von intensivem Ackerbau geprägten Ravensberger Landes. Typisch für das Ravensberger Land ist die Ausprägung als weit verzweigtes Sieksystem mit Kastenprofil. Die Hangstufen sind bis zu 6 Meter hoch. Die Randbereiche beherbergen naturnahe Buchenwälder. Im Feuchtgrünland in Tallage finden sich unter anderem Kohldistel-Wiesen und Röhricht an intensiv genutzten Fischteichen und einigen naturnahen Kleingewässern.